# 케이프타운시

케이프타운시(City of Cape Town, Stad Kaapstad)는 남아프리카 공화국의 웨스턴케이프 주에 있는 행정구이다. 케이프타운 전체를 포함하고 있다.

## 같이 보기
- 칼리처(영어판) - 근교 판자집 슬럼마을로서 줄루족과 함께 대표적인 토착 부족인 코사족 말로 뜻은 아이러니컬하게도 "새 집"(New Home)이라고 함